# Ignacio Monsalve Vicente
Ignacio Monsalve Vicente (Madrid, 27 de abril de 1994) es un futbolista español que juega de defensa en el Hércules de Alicante C. F. de la Primera Federación.

## Trayectoria
Ingresó en la academia del Atlético de Madrid en el año 2006 procedente del Rayo Majadahonda. Siendo jugador del filial, entrenó en diversas ocasiones con el primer equipo. El 2 de abril de 2016 logró debutar al ser alineado como titular por Diego Pablo Simeone en un partido de Liga contra el Real Betis Balompié en el Vicente Calderón.
El 19 de julio de 2016 fichó R. C. Deportivo de La Coruña por cuatro años, el primero de ellos como jugador del filial. Solo estuvo esa temporada, ya que la siguiente fichó por el Rayo Vallecano, que lo cedió al R. C. Recreativo de Huelva. En la temporada 2018-19 se marchó a los Países Bajos, donde jugó para el F. C. Twente y el NAC Breda.
El 27 de enero de 2021 firmó por el P. F. C. Levski Sofia de Bulgaria. En el mes de junio se fue a Polonia después de fichar por el ŁKS Łódź. Con este equipo consiguió un ascenso a la Ekstraklasa y disputó 56 partidos, en los que anotó cuatro goles, antes de rescindir su contrato el 4 de enero de 2024. Ese mismo día se sumó a las filas del C. D. Eldense hasta la finalización de la temporada 23-24, tras la cual renovó por un año.
El 8 de julio de 2025 fichó por el Hércules de Alicante C. F. para la campaña 2025-26.

## Clubes
| Club                                | País         | Año       |
| ----------------------------------- | ------------ | --------- |
| Atlético de Madrid "C"              | España       | 2013-2014 |
| Atlético de Madrid "B"              | España       | 2014-2016 |
| R. C. Deportivo Fabril              | España       | 2016-2017 |
| Rayo Vallecano                      | España       | 2017-2018 |
| R. C. Recreativo de Huelva (cedido) | España       | 2017-2018 |
| F. C. Twente                        | Países Bajos | 2018-2019 |
| NAC Breda                           | Países Bajos | 2019-2021 |
| P. F. C. Levski Sofia               | Bulgaria     | 2021      |
| ŁKS Łódź                            | Polonia      | 2021-2024 |
| C. D. Eldense                       | España       | 2024-2025 |
| Hércules de Alicante C. F.          | España       | 2025-     |